# Thérèse Steinmetz
Pour les articles homonymes, voir Steinmetz.
Thérèse Steinmetz, née le 17 mai 1933 à Amsterdam, est une chanteuse, actrice et artiste-peintre néerlandaise, connue pour sa participation au concours Eurovision de la chanson de 1967.

## Biographie
Thérèse Steinmetz est la fille du chanteur d'opéra Jan Steinmetz et de la pianiste Henny Poelman. Méconnu aujourd'hui, Jan Steinmetz, né en 1890 et décédé en 1973 à Amsterdam, rencontre un grand succès à l'Opéra Royal de Flandres où il tient de nombreux rôles. Il possède une école de musique à Amsterdam avec sa femme Henny Poelman. Cette dernière enseigne le piano et la guitare.
Thérèse Steinmetz étudie au conservatoire d'Amsterdam. Elle prend des cours d'art dramatique avec Louis van Gasteren.
Au début de sa carrière, elle apparaît dans divers rôles au théâtre, à la télévision et au cinéma. Elle joue par exemple à la Comédie Hollandaise en 1960. Elle apparaît dans le film De vergeten medeminnaar. On la retrouve également dans des productions télévisées et des comédies musicales telles que Oklahoma !. Puis elle se consacre à sa propre série télévisée, Thérèse, en 1966.
En 1967, à presque trente-quatre ans, Thérèse Steinmetz participe au 12ème Concours Eurovision de la chanson qui se déroule à Vienne. Elle y chante Ring-dinge-ding. La même année, elle connait un succès dans les charts néerlandais avec Speel het spel.
En 1970, elle remporte le Golden Stag Festival à Brașov en Roumanie. Elle bat une autre ancienne chanteuse de l'Eurovision, la belge Lize Marke, qui obtient la deuxième place. Thérèse Steinmetz s'intéresse au folklore et à la danse roumaine. Elle devient grâce à sa victoire une chanteuse populaire en Roumanie, pays qu'elle visitera plusieurs fois.
En 1971, elle joue dans la comédie musicale Maagd op je dak. En 1974, son titre Geef ze een kans est classé dans les 40 premières places du classement musical néerlandais.
En 1976, elle lance ses propres programmes de cabaret et de chansons, Opus 1 Plus 3 et Opus 2, avec lesquels elle fait des tournées dans les théâtres. Elle fait en outre une tournée des théâtres avec André van den Heuvel dans le programme Alleen op maandag et travaille également pour diverses émissions de télévision. Elle se produit aussi beaucoup à l'étranger.
Dans les années 1980, elle continue à réaliser des albums mais devient également peintre. A la fin des années 1990, sa fille Sylvie qu'elle a eue avec son premier mari, le tenor Arjan Blanken, décède d'un cancer à l'âge de 39 ans. Quelques mois plus tard, en 1997, son deuxième mari, le parolier Gerrit den Braber, âgé de 68 ans, est frappé par un infarctus du cerveau qui lui est fatal. Elle se réfugie alors dans le sud de la France, d'où est originaire sa grand-mère. Elle vit à Saint-Paul-de-Vence puis à Cannes. Elle y ouvre sa propre galerie d'art. Elle devient également une artiste connue puisque ses tableaux sont exposés dans le monde entier comme à New York.
En 2015, alors âgée de 82 ans, elle réalise avec le chanteur français Philippe Elan un CD franco-néerlandais intitulé Amsterdam-Paris. Nico van der Linden les accompagne au piano. Ils se produisent ensuite ensemble sur scène.
En 2019, un coffret triple CD intitulé Ik zing voor u een lied sort. Il contient 67 chansons de toute sa carrière.
En 2021, elle décide de retourner vivre à Amsterdam.

## Concours Eurovision de la chanson
Toutes les chansons de la sélection néerlandaise de l'Eurovision sont chantées par Thérèse Steinmetz lors d'un événement animé par Elles Berger le 22 février 1967 au Tivoli d'Utrecht. La chanson gagnante, Ring-dinge-ding, est choisie dans le cadre d'un vote par carte postale.
Thérèse Steinmetz participe alors au 12ème Concours Eurovision de la chanson, qui se tient à Vienne le 8 avril 1967. Elle chante la première mais à la fin du vote, Ring-dinge-ding n'a obtenu que 2 points (1 de la part de l'Irlande et l'autre du Royaume-Uni), ce qui place les Pays-Bas en 14ème position (avec l'Autriche et la Norvège) sur les 17 participants, devant la Suisse qui n'obtient aucun point. Ce résultat s'inscrit dans la lignée des mauvais résultats obtenus par les Pays-Bas tout au long des années 1960. Cependant, la chanson est restée dans les mémoires.

## Discographie

### Albums
- 1967 : Het songfestival van Thérèse[16]
- 1968 : 14 liedjes van Thérèse[17]
- 1970 : Thérèse in het theater[18]
- 1972 : Accent op Thérèse[19]
- 1976 : Thérèse[20]
- 1978 : Omdat ik je niet wil vergeten[21]...
- 1979 : Opus 1 + 3 / Opus 2[3]
- 1982 : Met de zon mee[22]
- 1984 : Nacht des Balkans[23]
- 1987 : Close to the classics[24]
- 2016 : Amsterdam - Paris, dialogue musical (avec Philippe Elan)[1]
- 2019 : Ik zing voor u een lied[12]

### Singles
- 1966 : Speel het spel[3]
- 1967 : Ringe-dinge-ding[4]